# Hect
Hect (ヘクト?) eller Hector var en japansk datorspelutvecklare och utgivare. 